# Richard Bradford
Richard Bradford (Tyler, 10 novembre 1937 – Los Angeles, 22 marzo 2016) è stato un attore statunitense.

## Biografia
Richard Bradford nacque a Tyler, in Texas, nel 1937, da Rosa e Edwin Richard Bradford. Seguì i primi corsi di recitazione presso l'Actors Studio di New York, e proprio in questa città iniziò a partecipare a diverse serie televisive. Nel 1966 si trasferì a Los Angeles, dove poco dopo gli venne offerta una parte nel film La caccia (1966) di Arthur Penn. Questo debutto diede il via a una filmografia assai vasta, con ruoli prevalentemente in film polizieschi e western. È noto per il ruolo dell'agente "Mac" McGill nella serie televisiva di spionaggio Agente segreto e per la parte di Mike Dorsett nel film Gli intoccabili (1987), dove lavorò con Sean Connery. Richard Bradford apparve in molte altre pellicole come American Graffiti 2 (1979), La leggenda di Billie Jean (1985), Il cuore di Dixie (1989) e partecipò anche a diversi episodi della serie La signora in giallo. 

## Vita privata
Sposato con Eileen Elliott, Richard Bradford è morto il 22 marzo 2016.

## Filmografia

### Cinema
- La caccia (The Chase), regia di Arthur Penn (1966)
- To Chase a Million, regia di Pat Jackson (1967)
- Missouri (The Missouri Breaks), regia di Arthur Penn (1976)
- Un nemico del popolo (An Enemy of the People), regia di George Schaefer (1978)
- Verso il Sud (Goin' South), regia di Jack Nicholson (1978)
- American Graffiti 2 (More American Graffiti), regia di Bill Norton (1979)
- Missing - Scomparso (Missing), regia di Costa Gavras (1982)
- Hammett - Indagine a Chinatown (Hammett), regia di Wim Wenders (1982)
- 60 minuti per Danny Masters (The Escape Artist), regia di Caleb Deschanel (1982)
- Cercando di uscire (Lookin' to Get Out), regia di Hal Ashby (1982)
- 24 ore per non morire (Running Hot), regia di Mark Griffiths (1984)
- Maledetta estate (The Mean Season), regia di Phillip Borsos (1985)
- La leggenda di Billie Jean (The Legend of Billy Jean), regia di Matthew Robbins (1985)
- In viaggio verso Bountiful (The Trip to Bountiful), regia di Peter Masterson (1985)
- The Untouchables - Gli intoccabili (The Untouchables), regia di Brian De Palma (1987)
- Nikita - Spie senza volto (Little Nikita), regia di Richard Benjamin (1988)
- Milagro (The Milagro Beanfield War), regia di Robert Redford (1988)
- Il peso del ricordo (Permanent Record), regia di Marisa Silver (1988)
- Intrigo a Hollywood (Sunset), regia di Blake Edwards (1988)
- Wildfire - All'improvviso un maledetto amore (Wildfire), regia di Zalman King (1988)
- Il cuore di Dixie (Heart of Dixie), regia di Martin Davidson (1989)
- Night Game - Partita con la morte (Night Game), regia di Peter Masterson (1989)
- Affari sporchi (Internal Affairs), regia di Mike Figgis (1990)
- Servants of Twilight, regia di Jeffrey Obrow (1991)
- Ambition, regia di Scott D. Goldstein (1991)
- Oscuri presagi (Cold Heaven), regia di Nicolas Roeg (1991)
- Under Cover of Darkness, regia di Walter Pitt (1992)
- Dr. Giggles, regia di Manny Coto (1992)
- Artic Blue (Arctic Blue), regia di Peter Masterson (1993)
- Final Mission, regia di Lee Redmond (1994)
- Amarsi (When a Man Loves a Woman), regia di Luis Mandoki (1994)
- Il gemello scomodo (Steal Big Steal Little), regia di Andrew Davis (1995)
- 3 giorni per la verità (The Crossing Guard), regia di Sean Penn (1995)
- L'ultimo appello (The Chamber), regia di James Foley (1996)
- Hoodlum, regia di Bill Duke (1997)
- Biglietti... d'amore (Just the Ticket), regia di Richard Wenk (1999)
- L'ultimo gigolò (The Man from Elysian Fields), regia di George Hickenlooper (2001)
- Hawaiian Gardens, regia di Percy Hedlon (2001)
- The Lost City, regia di Andy García (2005)

### Televisione
- Gunsmoke – serie TV, 1 episodio (1966)
- Preview Tonight – serie TV, 1 episodio (1966)
- Medical Center – serie TV, 1 episodio (1969)
- Ai confini dell'Arizona (The High Chaparral) – serie TV, episodio 4x06 (1970)
- Una famiglia americana (The Waltons) – serie TV, 1 episodio (1973)
- Mannix – serie TV, 1 episodio (1973)
- Kojak – serie TV, 1 episodio (1975)
- Charleston, regia di Karen Arthur – film TV (1979)
- Bagliori di guerra (A Rumor of War), regia di Richard T. Heffron – film TV (1980)
- Best Kept Secrets – film TV (1984)
- Sweet Revenge – film TV (1984)
- Badge of the Assassin – film TV (1985)
- La signora in giallo (Murder, She Wrote) – serie TV, episodio 4x14 (1988)
- Christine Cromwell – serie TV, 2 episodi (1989-1990)
- Bump in the Night – film TV (1991)
- Il commissario Scali (The Commish) – serie TV, 1 episodio (1992)
- Midnight Run for Your Life – film TV (1994)
- Progetto Eden (Earth 2) – serie TV, 3 episodi (1994)
- L'asilo maledetto – film TV (1995)
- Gold Coast – film TV (1997)
- Rag and Bone – film TV (1998)
- L.A. County 187 – film TV (2003)

## Doppiatori italiani
Nelle versioni in italiano dei suoi film, Richard Bradford è stato doppiato da:
- Renato Mori in The Untouchables - Gli intoccabili, Milagro, The Lost City
- Carlo Sabatini in 3 giorni per la verità
- Sergio Fiorentini in Missing - Scomparso
- Marcello Tusco in In viaggio verso Bountiful
- Alessandro Rossi in Nikita - Spie senza volto
- Giulio Platone in Progetto Eden
- Franco Zucca in Il gemello scomodo
- Massimo Rinaldi in L'ultimo appello
- Bruno Alessandro in Hoodlum
- Glauco Onorato in Affari sporchi
- Giorgio Lopez in Missing - Scomparso (ridoppiaggio)